# Idris fascipennis
Idris fascipennis är en stekelart som först beskrevs av William Harris Ashmead 1894.  Idris fascipennis ingår i släktet Idris och familjen Scelionidae. Inga underarter finns listade i Catalogue of Life.